# Marquês de Ponte de Lima

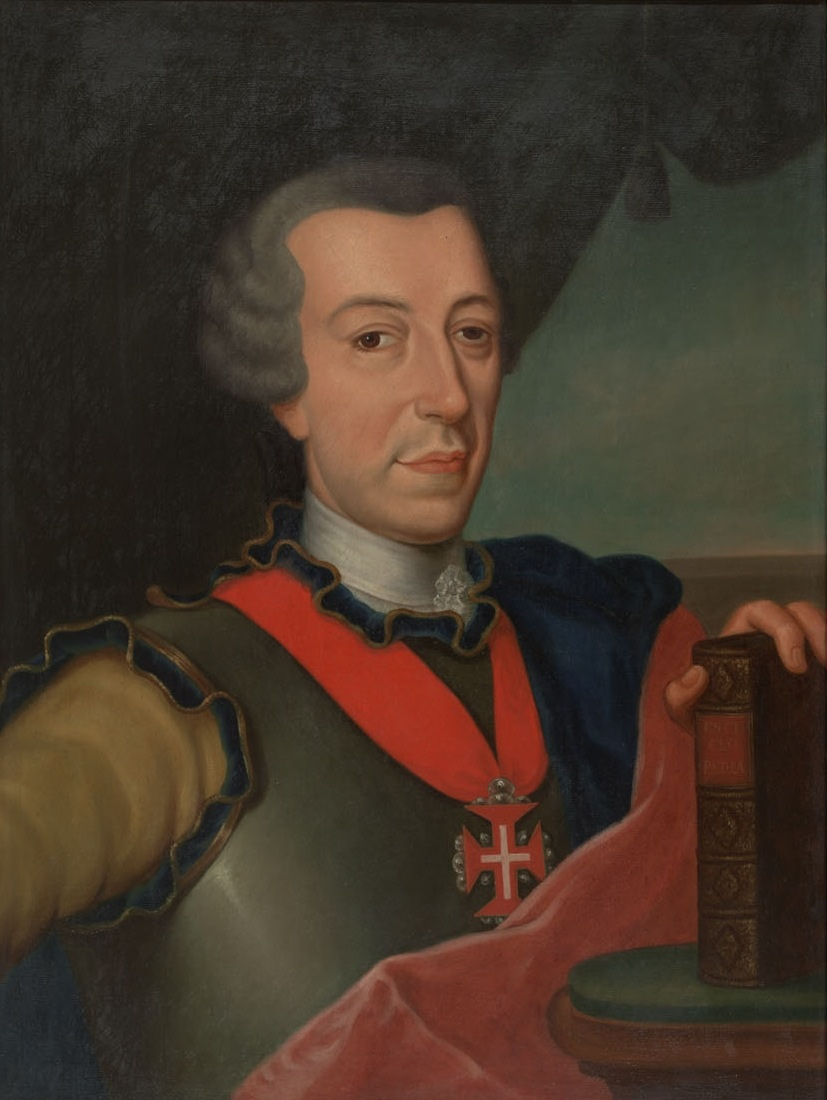
Tomás Xavier, Marquês de Ponte de Lima

Marquês de Ponte de Lima foi um título nobiliárquico criado em 17 de dezembro de 1790 pela rainha D. Maria I de Portugal a favor de D. Tomás Xavier de Lima Teles da Silva, 13.º visconde de Vila Nova de Cerveira.
Os herdeiros presuntivos dos marqueses de Ponte de Lima passaram a usar o título de "visconde de Vila Nova de Cerveira".
Usaram o título
1. Tomás Xavier de Lima Teles da Silva (1727-1800), 13.º visconde de Vila Nova de Cerveira;
2. Tomás José Xavier de Lima (1779-1822), 15.º visconde de Vila Nova de Cerveira; (2.º filho varão do antecessor, tendo herdado os títulos em virtude do primogénito D. Tomás Xavier de Lima, 14.º visconde de Vila Nova de Cerveira, não ter sobrevivido ao pai nem ter deixado descendência);[3]
3. José Maria Xavier de Lima Vasconcelos Brito Nogueira (1807-1877), 16.º visconde de Vila Nova de Cerveira; sem geração;
4. Manuel Maria da Silveira de Vasconcelos e Sousa (1896-1962).

Após a implementação da República e o fim do sistema nobiliárquico, foram pretendentes ao título Maria Manuel Xavier de Lima da Silveira de Vasconcelos e Sousa (1931-) e Francisco Manuel de Vasconcelos e Sousa de Mendonça (1955-), sem geração legítima.